# Ożarów
Ożarów ist eine Stadt im Powiat Opatowski der Woiwodschaft Heiligkreuz in Polen. Die Stadt mit fast 4600 Einwohnern ist Sitz der gleichnamigen Stadt-und-Land-Gemeinde mit etwa 10.900 Einwohnern.

## Geschichte
Stadtrechte wurden 1569 und nach der Aberkennung 1870 im Jahr 1988 wieder verliehen. Der Ort gehörte von 1975 bis 1998 zur Woiwodschaft Tarnobrzeg. Bürgermeister ist gegenwärtig Marcin Zbigniew Majcher, er wurde bei den Kommunalwahlen 2018 gewählt bzw. bestätigt.
In Ożarów lebten 1939 ungefähr 3200 Juden, das waren zwei Drittel der Einwohnerschaft. Das von den Deutschen angeordnete Zwangsghetto wuchs durch Deportationen aus dem Umland auf fast 6000 Personen an, die Ende Oktober 1942 im Vernichtungslager Treblinka ermordet wurden.

## Gemeinde
Zur Stadt-und-Land-Gemeinde (gmina miejsko-wiejska) Ożarów gehören neben der Stadt selbst 34 Dörfer mit einem Schulzenamt. Die Gemeinde umfasst eine Fläche von 183,3 Quadratkilometern.